# 猛雕
戰鵰（學名：Polemaetus bellicosus），又称軍鵰、武鵰，是非洲最大的雕類，牠們也是戰鵰屬(又名軍鵰屬、武鵰屬)中唯一的成員。

## 外觀
戰鵰身長76至90公分，一般平均重5.2公斤（即11.6磅），牠們翼展長約190至260公分。成年的戰鵰有深棕色的上半身、頭和胸部，牠們的下半身呈白色和略帶黑色的斑紋。成年的雌性戰鵰一般要比成年的雄性戰鵰大，比成年的雄性擁有更多的斑紋。未成熟的戰鵰的下半身呈白色，一般未成熟的戰鵰離踏入成年階段還有7年。

## 獵食
戰鵰是非洲鵰中最大型,也是世界鵰類中數一數二的,腳爪巨大有力,捕殺的動物眾多,從蜥蜴、蛇到猴子、小羚羊、胡狼、小疣豬、狒狒、狐獴和狐狸等哺乳動物,以及如珍珠雞等鳥類

## 棲息地與範圍
現在我們可以在撒哈拉以南非洲找到戰鵰的蹤影，因為撒哈拉以南非洲擁有極豐富的食物來源和良好的生活環境。戰鵰大約分佈在南部非洲的地區，特別是分佈在津巴布韋和南非共和國的地區。像在南非克魯格爾國家公園（Kruger National Park）、南非金伯利加拉加迪大羚羊國家公園（Kgalagadi Transfrontier Park）和伊托沙國家公園（Etosha National Park）這種的保護區，因為擁有豐富的資源，所以更能吸引戰鵰來此覓食、生活。

## 外部連結
- 猛鵰
- 猛鵰 （页面存档备份，存于）
- 猛鵰的影片